# Front bez flangov
Front bez flangov (russisk: Фронт без флангов) er en sovjetisk spillefilm fra 1975 af Igor Gostev.

## Medvirkende
- Vjatjeslav Tikhonov som Ivan Mlynskij
- Oleg Zjakov som Matvej Jegorovitj
- Aleksandr Denisov som Vakulentjuk
- Tofik Mirzojev som Gasan Alijev
- Semjon Morozov som Serjogin